# Novotechnik
Novotechnik ist ein Unternehmen in der Elektrotechnik mit Sitz in Ostfildern-Ruit und stellt potentiometrische Sensoren und kontaktlose Sensoren für die Weg- und Winkelmessung her. Dabei werden die unterschiedlichsten physikalischen Prinzipien genutzt, z. B. magnetisch, magnetostriktiv oder induktiv.

## Geschichte
Novotechnik wurde 1947 von Wilhelm Offterdinger zusammen mit zwei weiteren Teilhabern gegründet. 1952 verlagerte Offterdinger das Unternehmen von Lindau nach Stuttgart-Sillenbuch. Mitte der 1950er Jahre wurde Offterdinger alleiniger Inhaber. 1956 bezog Novotechnik einen Neubau in Ostfildern-Ruit. Wegen einer Krankheit von Offterdinger übernahm 1962 Frau Offterdinger die Leitung des Unternehmens Novotechnik. Zum 1. Januar 1984 kaufte Horst Siedle, Inhaber des in Furtwangen ansässigen Unternehmens S. Siedle & Söhne, die Novotechnik.

### Meilensteine
Wichtige Meilensteine in der Unternehmensgeschichte sind die Einführung der Potentiometer im allgemeinen Maschinenbau in den 1950er Jahren, die Entwicklung des Leitplastik-Pressverfahrens Ende der 1960er Jahre als erstes europäisches Unternehmen und daran anschließend die Einführung qualitativ hochwertiger Leitplastikpotentiometer auf breiter Basis. In den letzten Jahrzehnten baute Novotechnik das bisherige potentiometrische Produktprogramm aus und entwickelt und produziert kontaktlose und damit verschleißfreie Messsysteme.

## Produkte
Von 5 mm bis 4250 mm Messlängen werden Wegaufnehmer sowie Winkelsensoren in unterschiedlichsten Bauformen hergestellt. Eingesetzt werden die Sensoren in der Regelung, Steuerung, Automatisierung und Überwachung von Prozessen im Maschinenbau, unter anderem in Spritzgießmaschinen, im allgemeinen Maschinenbau, sowie in Schiffsantrieben und Formel-1-Fahrzeugen.
In der Automobilindustrie werden ca. 43.000 Sensoren pro Arbeitstag aus Ostfildern in Pkws eingebaut.